# Nonesuch Press
Nonesuch Press est une maison d'édition britannique de type private press fondée à Londres en 1922 par Francis Meynell, son épouse Vera et David Garnett.
Leur premier livre, un recueil de poèmes de John Donne, fut édité en mai 1923. La société atteignit son apogée dans les années 1920-1930, mais continua de publier des ouvrages jusque dans les années 1960 en s'associant avec The Bodley Head, soit un total de 140 livres. L'une des particularités de cette maison fut de concevoir ses livres de façon artisanale mais de les faire imprimer sur des presses industrielles : ils furent de ce fait vendus à un prix très compétitif.
Elle a notamment édité les œuvres de William Congreve, des traductions de Dante et Cervantès, et bon nombre d'ouvrages accompagnés d'illustrations, dont certains érotiques vendus uniquement par correspondance. 
Elle a surtout publié une grande partie des écrits des membres du Bloomsbury Group.
Ces ouvrages sont activement recherchés par les bibliophiles.